# Луцки замък
Луцкият замък или (на украински: Луцький замок) замък Любарт е един от двата (частично) запазени замъка в Луцк, паметник на архитектурата и историята с национално значение. Един от най-големите, най-старите и най-добре запазените замъци в Украйна. Основен обект на историческия и културен резерват „Стари Луцк“, културен център и най-старата сграда. в Луцк.

## История
На мястото на замъка Любарт от XI век е имало древноруски детинец. За първи път се споменава в летописите през 1085 г., когато Луцк вече е укрепен пункт, който по-рано е устоял на 6-месечната обсада на Болеслав Смели. Дървеният детинец има няколко кули: Изходна, Стирова (над река Стир), Владича. Детинецът устоява на няколко обсади, но през 1261 г. е унищожен по искане на монголския командир Бурундай.
След като Волиния е присъединена към Великото литовско княжество, през 1350-те години започва изграждането на замъка Любарт (Горния замък), което е завършено като цяло през 1430-те години, въпреки че някои елементи (например височината на кулите) се изменят през следващите векове. От времето на строителството замъкът е резиденция на Великия княз, а след образуването на кралството – резиденция на кралската власт, където са концентрирани политическите, административните, съдебните, отбранителните и религиозните функции на центъра на Волинското войводство.
През 1429 г. в двореца на княза, който се намира в Горния замък, се провежда среща на европейски монарси, чиято цел е да разреши политическите и икономическите въпроси на Централна и Източна Европа и да реши въпроса за коронацията на Витовт.
През 1431 г., по време на „Луцката война“, замъците устояват на обсадата на войските на политическите противници на литовския княз Свидригайло. През 1595 г. замъкът е превзет от отрядите на Северин Наливайко.
На територията на замъците е имало две катедри – латинската Света Троица и православната Йоан Богослов. Освен това там се провеждат събрания и сеймици на волинската шляхта от двете деноминации. В замъка функционират различни видове съдилища, които се занимават с въпроси на града и войводството. В отделен период в замъка действа и специален съд – Луцкият трибунал, на който са подчинени няколко войводства.
През 18 век замъкът започва да губи своите функции, което е свързано със социалните трансформации на обществото на Жечпосполита. През 1795 г., в резултат на третата подялба на Полша, волинските земи, заедно с Луцк, стават част от Руската империя. По време на гражданската война (от 1917 до 1920 г.) Луцк многократно преминава от ръка в ръка. От 1921 до 1939 г. градът е част от Полша. През март 1921 г. Луцк става столица на новата Волинско войводство. След образуването му, градът веднага е възстановен след сериозните военни разрушения.
През 20 век Горният замък е възстановен и отворен за обществеността.
Значителни събития, свързани със замъка Любарт:
- 1349 г. – полският крал Казимир III неуспешно обсажда Луцк
- 1429 г. – в продължение на 7 седмици в замъка се провежда среща на европейски монарси (императора на Свещената Римска империя Сигизмунд, полският крал Ягело, датският крал Ерик, великият херцог на Литва Витовт, великият херцог на Москва Василий II, гросмайстора на Прусия, папски легат, посланици от византийския император Йоан, кримския хан и волошкия войвода)
- 1431 г. – неуспешна обсада от полската армия, водена от Ягело, на 26 август е подписан мир между Полша и Великото литовско княжество.
- 1432 г. – Полският крал Ягайло предоставя на Луцк магдебургско право.
- 1436 г. – Луцк издържа на обсадата на литовските войски на великия княз Сигизмунд.

През 2011 г. според резултатите от акцията „Седемте чудеса на Украйна“ Горният замък заема първо място

## Горен замък
По план замъкът има неправилна, близка до триъгълник форма, която се дължи на терена.
Периметърът на защитните стени, с кули в ъглите, минава по ръба на хълма. От западната страна има вход към замъка, който минава през подвижен мост и входна кула. Височината на кулата, първоначално триетажна, е увеличена с още два етажа през 16 век, а в началото на 17 век върхът ѝ е увенчан с таванско помещение.
Югоизточната ъглова кула, квадратна по план, разположена над река Стир и носеща името Стирова, първоначално също имаше три етажа. През 16 век към тях е добавен още един, а в началото на 17 век – таван. Височината на Владичата кула, разположена в северния ъгъл на крепостта, също е била увеличена с един етаж.
Защитните стени на замъка през 15 век са модернизирани и адаптирани към използването на огнестрелни оръжия. В някои области височината на стените е увеличена, а отворите са зазидани. Те са заменени от два или три реда бойници, до които има достъп през дървени покрити галерии. Целият замъчен комплекс е построен от тухли.
Къщата на княза, която някога е прилежала към южната част на стените, не е оцеляла. На нейно място през 1789 г., когато замъкът губи своето отбранително значение по време на поделбите на Полша (1772, 1793 и 1795 г.), е построена сградата на така наречената „дворянска къща“. Това е едноетажна сграда, покрита със скосен покрив.
В началото на 19 век в северната част на замъка е построен епископски дворец в стил класицизъм.

## Галерия
- Входна кула
- Панорама
- Замкова кула
- Замъкът Любарт